# Benno Fleischmann
Benno Carl Richard Fleischmann (* 25. Mai 1906 in Wien; † 30. November 1948 ebenda) war ein österreichischer Kunsthistoriker.

## Leben
Benno Fleischmann studierte ab 1925 Kunstgeschichte, Klassische Archäologie, Philosophie und Historische Hilfswissenschaften an der Universität Wien und wurde 1930 bei Julius von Schlosser promoviert. 1930 bis 1931 war er Volontär an der Bibliothek des Österreichischen Museums für Kunst und Industrie, ab 1932 arbeitete er an der graphischen Sammlung Albertina, ab 1936 als wissenschaftlicher Assistent. Im Dezember 1938 wurde er aus „rassischen Gründen“ beurlaubt, im Frühjahr 1939 in den Ruhestand versetzt. Von 1940 bis 1945 war er im Kunsthandel tätig. 1945 konnte er seine Tätigkeit an der Albertina wieder aufnehmen.
Neben seiner kunsthistorischen Tätigkeit, so publizierte er etwa über Goya und Honoré Daumier, interessierte er sich insbesondere für das Theater. Er war 1946 Gründer und Chefredakteur der „Komödie“, der führenden Wiener Theaterzeitschrift seiner Zeit.

## Veröffentlichungen (Auswahl)
- Francisco Goya. Otto Lorenz Verlag, Wien 1937.
- Honoré Daumier, Gemälde – Graphik. Otto Lorenz Verlag, Wien 1938.
- Max Reinhardt. Die Wiederentdeckung des Barocktheaters. Neff, Wien 1948.